# Kolonia Grochów
Kolonia Grochów – część wsi Grochów Włościański w Polsce, położona w województwie mazowieckim, w powiecie sokołowskim, w gminie Sokołów Podlaski, nad Czerwonką.
W latach 1975–1998 Kolonia Grochów należała administracyjnie do województwa siedleckiego.
Do 1954 roku istniała gminy Grochów. 